# James H. Anderson
James Hall Anderson (* 12. November 1878 in Milford, Delaware; † 1936) war ein US-amerikanischer Politiker. Zwischen 1925 und 1929 war er Vizegouverneur des Bundesstaates Delaware.

## Werdegang
Über die Jugend und Schulausbildung von James Anderson ist nichts überliefert. Nach einem Jurastudium und seiner Zulassung als Rechtsanwalt begann er in diesem Beruf zu arbeiten. Er lebte in Dover, der Hauptstadt von Delaware. Politisch schloss er sich der Republikanischen Partei an.
1924 wurde Anderson an der Seite von Robert P. Robinson zum Vizegouverneur von Delaware gewählt. Dieses Amt bekleidete er zwischen 1925 und 1929. Dabei war er Stellvertreter des Gouverneurs und Vorsitzender des Staatssenats. Nach dem Ende seiner Zeit als Vizegouverneur ist er politisch nicht mehr in Erscheinung getreten. Er starb im Jahr 1936 und wurde in Frederica beigesetzt.